# Guillermo Jaime Alarid
Guillermo Jaime Alarid es un polifacético director de cine, productor, actor y escritor mexicano, que lo mismo trabaja en cine, como en televisión.

## Trayectoria artística
Nacido en la Ciudad de México, Francisco Guillermo Jaime Alarid, a desde muy temprana edad, mostró inquietud por participar dentro del ambiente artístico, incursionando como director en una larga lista de películas y vídeo homes.
En el año 1997, volcó de giro encargándose de la exitosa telenovela Salud dinero y amor de Televisa, con la participación de los conocidos actores Carlos Bonavides y Leonor Llausás.

## Filmografía como actor
- El Sexenio de la Muerte 1997 (Secretario de Transportación).
- Mártir de Mexicalí 1991 (Sacerdote).
- Maten al inocente 1991 (Matón 1).
- Narcos vs. Narcos 1990 (Administrador de Hotel).
- Cazador de recompensas 1989 (Gerente de banco).
- Si me las dan me las tomo 1989 (Ministerio Público).

## Filmografía como productor
- 13 días antes de vivir 2000
- El Sexenio de la Muerte 1997
- El amarrado 3 1995
- Escuadrón de honor 1995
- El rey de la playa 1994
- La locura mexicana 1993
- El chido el don de la mafia 1992
- La furia de un gallero 1992
- Los panaderos 1992
- Perro rabioso III: Tras el rostro1992
- Seducción sangrienta 1992
- Contra golpe 1991
- El amarrador 1991
- El gandalla Hussein 1991
- Las caguamas ninja (Vídeo 1991)
- Los repartidores 1991
- Mártir de Mexicalí 1991
- Maten al inocente 1991
- Muerte por partido doble 1991
- Perro rabioso 2 1991
- Reportera en peligro 1991
- The gambler's woman 1990
- Bella entre las flores 1990
- Chaparrito pero cumplidor 1990
- Chelo Gómez, detective privado 1990
- Cuates de a madre 1990
- Dos chicanos chiludos 1990
- El tesorito de Crispin 1990
- Halcones de la frontera 1990
- La gata Cristy 1990
- La mojada engañada 1990
- La vengadora implacable 1990
- Los cuates del Pirruris 1990
- Narcos vs. narcos 1990
- Perro rabioso 1990
- Bandas guerreras 1989
- Si me las dan me las tomo 1989

## Filmografía como escritor
- Orquidea sangrienta 2001
- El amarrador 3 1995
- La locura mexicana 1993
- La furia de un gallero 1992
- Las caguamas ninja (Vídeo 1991)
- Perro rabioso 2 1991
- El tesorito de Crispin 1990
- La vengadora implacable 1990
- Los cuates del Pirruris 1990
- Perro rabioso 1990

## Filmografía como director
- Orquidea sangrienta 2001
- 13 días antes de vivir 2000
- Arma letal 5 1995
- Fraude en el sexenio 1998
- Manos mágicas 1998
- El Sexenio de la Muerte 1997
- Puños de acero (Vídeo 1996)
- El amarrador 3 1995

## Telenovelas
- Salud dinero y amor 1997, Telenovela Televisa.

## Departamento editorial
- Venganza mortal 1995.